# Liodesina homochromata
Liodesina homochromata är en fjärilsart som beskrevs av Paul Mabille 1869. Liodesina homochromata ingår i släktet Liodesina och familjen mätare. Inga underarter finns listade i Catalogue of Life.